# Scotura venata
Scotura venata är en fjärilsart som beskrevs av Butler 1878. Scotura venata ingår i släktet Scotura och familjen tandspinnare. Inga underarter finns listade.